# Nekrolog 4. Quartal 1981
Nekrolog
◄◄
| ◄
| 1977
| 1978
| 1979
| 1980
| 1981 | 1982 | 1983 | 1984 | 1985 | ► | ►►
1. Quartal |
2. Quartal |
3. Quartal |
4. Quartal 1981
Weitere Ereignisse | Allgemeiner Nekrolog 1981
Die Beschreibung der verstorbenen Person sollte so kurz wie möglich gehalten sein und nur deren signifikante Tätigkeit(en) enthalten.
Neue Namen ggf. auch unter dem Geburts- und Sterbedatum, also etwa unter 1. Januar und im Geburts- und Sterbejahr (2024) eintragen (nur bei entsprechender großer Wichtigkeit). Für Beispiele siehe die schon vorhandenen Artikel.
Außerdem über die fünf zuletzt Verstorbenen, zu denen es einen ausreichend guten Artikel für eine Präsentation auf der Hauptseite gibt, nach der todesbedingten Überarbeitung der Artikel ggf. auch unter Wikipedia Diskussion:Hauptseite informieren und sie am besten auch in den anderen Wikipedia-Sprachversionen eintragen. Tipp: Regelmäßig bei news.google.de nach „ist tot“, „gestorben“ oder „verstorben“ suchen.
Wenn eine Person gestorben ist, gibt es viele Seiten zu dieser Person in der Wikipedia, die davon auch betroffen sind und entsprechend aktualisiert werden müssen. Beispiele: Namenübersichtsseite, Geburtsjahr, Geburtsort-Seiten und viele mehr.
Wie finde ich die betroffenen Seiten?
Im Suchfeld auf der linken Seite gibt man den Suchbegriff so ein: „Vorname Nachname“. Dann klickt man auf Volltext und alle Seiten mit entsprechendem Suchtext werden aufgerufen. Hier sieht man dann schnell, wo auch das Todesjahr Sinn macht oder sogar ein Teil des Artikels angepasst werden muss. Auch hilft das „Werkzeug“ auf der linken Seite sehr gut, um solche Seiten aufzufinden: „Links auf diese Seite“. Somit ist die Wikipedia wieder aktuell in allen Bereichen! Hinweis: bei Eintragung der Kategorie „Gestorben JAHR“ wird der Missbrauchsfilter 49 ausgelöst, was jedoch nicht schlimm ist. Siehe: Spezial:Missbrauchsfilter/49
Dies ist eine Liste von im vierten Quartal 1981 verstorbenen bekannten Persönlichkeiten. Die Einträge erfolgen innerhalb der einzelnen Daten alphabetisch sortiert. Tiere sind im Nekrolog für Tiere zu finden.

## Oktober
| Tag         | Name                                           | Beruf, bekannt als                                                                                            | Alter | Beleg |
| ----------- | ---------------------------------------------- | --- | ----- | ----- |
| 1. Oktober  | Hedwig Büll                                    | estnische Missionarin in Kilikien und Syrien                                                                  | 94    |       |
| 1. Oktober  | Malcolm de Chazal                              | mauritischer Schriftsteller                                                                                   | 79    |       |
| 1. Oktober  | Joe Fox                                        | irischer Politiker                                                                                            | 50    |       |
| 1. Oktober  | Erich Gallwitz                                 | österreichischer Skilangläufer                                                                                | 69    |       |
| 1. Oktober  | Erich Haag                                     | deutscher Gymnasiallehrer und Altphilologe                                                                    | 80    |       |
| 1. Oktober  | Vera Hartegg                                   | deutsche Schauspielerin und Autorin                                                                           | 79    |       |
| 1. Oktober  | Wassili Wassiljewitsch Kasin                   | sowjetischer Schriftsteller                                                                                   | 83    |       |
| 1. Oktober  | Robert Tripp Ross                              | US-amerikanischer Politiker                                                                                   | 78    |       |
| 1. Oktober  | Gerhard Solle                                  | deutscher Geologe und Paläontologe                                                                            | 70    |       |
| 2. Oktober  | Peter Meinhold                                 | deutscher evangelischer Theologe und Kirchenhistoriker                                                        | 74    |       |
| 2. Oktober  | Helaine Newstead                               | US-amerikanische Philologin                                                                                   | 75    |       |
| 2. Oktober  | Hazel Scott                                    | US-amerikanische Jazzmusikerin und Schauspielerin                                                             | 61    |       |
| 2. Oktober  | Johnny Windhurst                               | US-amerikanischer Jazztrompeter                                                                               | 54    |       |
| 3. Oktober  | José Alberto Albano do Amarante                | brasilianischer Elektroingenieur und Physiker                                                                 | 45    |       |
| 3. Oktober  | Joe Kayser                                     | US-amerikanischer Bigband-Leader                                                                              | 90    |       |
| 03. Oktober | Ko Korsten                                     | niederländischer Schwimmer                                                                                    | 86    |       |
| 3. Oktober  | Tadeusz Kotarbiński                            | polnischer Philosoph                                                                                          | 95    |       |
| 3. Oktober  | Fidel LaBarba                                  | US-amerikanischer Boxer                                                                                       | 76    |       |
| 3. Oktober  | Walter Mehring                                 | deutscher Schriftsteller                                                                                      | 85    |       |
| 3. Oktober  | Rudolf Preising                                | deutscher Pfarrer, Schulleiter und Heimatforscher                                                             | 77    |       |
| 3. Oktober  | Walter Rücker                                  | deutscher Politiker (CDU), MdV, thüringischer Minister für Handel und Versorgung                              | 75    |       |
| 4. Oktober  | Franz Amrehn                                   | deutscher Politiker (CDU), MdA, MdB                                                                           | 68    |       |
| 4. Oktober  | Ferry Wilhelm Gebauer                          | österreichischer Komponist und Musikverleger                                                                  | 80    |       |
| 4. Oktober  | Emery Reves                                    | US-amerikanischer Journalist ungarischer Herkunft                                                             | 77    |       |
| 4. Oktober  | Yasuda Yojūrō                                  | japanischer Schriftsteller                                                                                    | 71    |       |
| 5. Oktober  | Gloria Grahame                                 | US-amerikanische Schauspielerin                                                                               | 57    |       |
| 5. Oktober  | Helge Gustafsson                               | schwedischer Turner                                                                                           | 81    |       |
| 05. Oktober | William Rand                                   | US-amerikanischer Hürdenläufer                                                                                | 95    |       |
| 5. Oktober  | Hermann Rosa                                   | deutscher Bildhauer                                                                                           | 70    |       |
| 5. Oktober  | Hans Unger                                     | österreichischer Politiker (SPÖ), Landtagsabgeordneter im Burgenland                                          | 84    |       |
| 6. Oktober  | Roy Hinkel                                     | kanadischer Eishockeyspieler                                                                                  | 76    |       |
| 6. Oktober  | Elemer Kocsis                                  | rumänischer Fußballspieler                                                                                    | 71    |       |
| 6. Oktober  | Rudolf Rübberdt                                | deutscher Volkswirt, Historiker und Politiker (CDU), MdBB                                                     | 75    |       |
| 6. Oktober  | Anwar as-Sadat                                 | ägyptischer Staatsmann                                                                                        | 62    |       |
| 6. Oktober  | Samuel                                         | Allgemeiner Bischof der Koptischen Kirche                                                                     | 60    |       |
| 6. Oktober  | Werner Zech                                    | deutscher General                                                                                             | 86    |       |
| 7. Oktober  | Otto Bode                                      | deutscher Biologe, Virologe und Hochschullehrer                                                               | 68    |       |
| 8. Oktober  | Armando Bó                                     | argentinischer Schauspieler, Regisseur und Komponist                                                          | 67    |       |
| 8. Oktober  | Eliziejus Draugelis                            | litauischer Politiker                                                                                         | 93    |       |
| 8. Oktober  | Heinz Kohut                                    | amerikanischer Psychoanalytiker                                                                               | 68    |       |
| 8. Oktober  | Oscar Moore                                    | US-amerikanischer Jazzgitarrist                                                                               | 64    |       |
| 8. Oktober  | William Edward Hanley Stanner                  | australischer Anthropologe                                                                                    | 75    |       |
| 8. Oktober  | Helmut G. Walther                              | deutscher Kommunalpolitiker                                                                                   | 57    |       |
| 9. Oktober  | Friedrich Bergammer                            | österreichischer Lyriker und Kunsthändler                                                                     | 71    |       |
| 9. Oktober  | Maria Emhart                                   | österreichische Widerstandskämpferin und Politikerin (SPÖ), Landtagsabgeordnete, Abgeordnete zum Nationalrat  | 80    |       |
| 9. Oktober  | František Fadrhonc                             | niederländischer Fußballtrainer                                                                               | 66    |       |
| 9. Oktober  | Anton Gail                                     | deutscher Pädagoge, klassischer Philologe und Historiker                                                      | 71    |       |
| 9. Oktober  | Julio Libonatti                                | argentinisch-italienischer Fußballspieler                                                                     | 80    |       |
| 9. Oktober  | Karl Lütgendorf                                | österreichischer Offizier und Politiker                                                                       | 66    |       |
| 9. Oktober  | Isaac Soyer                                    | US-amerikanischer Maler                                                                                       | 78    |       |
| 9. Oktober  | Peter Steinforth                               | deutscher Künstler                                                                                            | 58    |       |
| 10. Oktober | Albert Burger                                  | deutscher Verwaltungsbeamter und Politiker (CDU), MdL, MdB                                                    | 56    |       |
| 10. Oktober | Georg Joel                                     | deutscher Politiker (NSDAP, DRP), MdR, MdL                                                                    | 83    |       |
| 10. Oktober | Omer Taverne                                   | belgischer Radrennfahrer                                                                                      | 77    |       |
| 11. Oktober | Lawrence Brooks Hays                           | US-amerikanischer Politiker                                                                                   | 83    |       |
| 11. Oktober | Ernst Martens                                  | deutscher Politiker (FDP), MdL                                                                                | 98    |       |
| 11. Oktober | Wilhelm Ringelband                             | deutscher Theaterkritiker                                                                                     | 60    |       |
| 11. Oktober | Max Sørensen                                   | dänischer Diplomat und Völkerrechtler                                                                         | 68    |       |
| 11. Oktober | Víctor Urrejola                                | chilenischer Fußballspieler                                                                                   | 79    |       |
| 12. Oktober | Julius Eisenecker                              | deutscher Fechter                                                                                             | 78    |       |
| 12. Oktober | Werner Flechsig                                | deutscher Physiker und Fernsehpionier                                                                         | 81    |       |
| 12. Oktober | Kees van Nieuwenhuizen                         | niederländischer Fußballspieler                                                                               | 97    |       |
| 12. Oktober | Eva Rechel-Mertens                             | deutsche Romanistin und Übersetzerin                                                                          | 86    |       |
| 12. Oktober | Umberto Spadaro                                | italienischer Schauspieler                                                                                    | 76    |       |
| 13. Oktober | Hans Christoph Ade                             | deutscher Schriftsteller                                                                                      | 93    |       |
| 13. Oktober | Nils Asther                                    | schwedischer Schauspieler                                                                                     | 84    |       |
| 13. Oktober | Antonio Berni                                  | argentinischer Maler und Grafiker                                                                             | 76    |       |
| 13. Oktober | Eugen Bodart                                   | deutscher Komponist und Dirigent                                                                              | 76    |       |
| 13. Oktober | Marius Casadesus                               | französischer Musiker und Komponist                                                                           | 88    |       |
| 13. Oktober | Philippe Étancelin                             | französischer Automobilrennfahrer                                                                             | 84    |       |
| 13. Oktober | Kurt Hamann                                    | deutscher Jurist und Vorstandsvorsitzender                                                                    | 83    |       |
| 13. Oktober | Ralph Lothar                                   | deutscher Schauspieler, Hörspielsprecher, Synchronsprecher, Regisseur und Drehbuchautor                       | 71    |       |
| 13. Oktober | Erich Petraschk                                | deutscher Schauspieler                                                                                        | 75    |       |
| 14. Oktober | Ingmar Liljefors                               | schwedischer Komponist                                                                                        | 74    |       |
| 14. Oktober | Albert Mayer                                   | amerikanischer Stadtplaner und Architekt                                                                      | 83    |       |
| 14. Oktober | Carlton Mobley                                 | US-amerikanischer Politiker                                                                                   | 74    |       |
| 14. Oktober | Fritz Peter Müller                             | deutscher Bauingenieur und Hochschullehrer, Professor für Bauingenieurwesen                                   | 57    |       |
| 14. Oktober | Elsa Scholten                                  | deutsche Schauspielerin                                                                                       | 79    |       |
| 14. Oktober | Kurt Welsch                                    | deutscher Fußballspieler                                                                                      | 64    |       |
| 15. Oktober | Nabia Abbott                                   | US-amerikanische Islamwissenschaftlerin, Paläografin und Papyrologin                                          | 84    |       |
| 15. Oktober | August Bolte                                   | deutscher kommunistischer Widerstandskämpfer                                                                  | 85    |       |
| 15. Oktober | Frank De Kova                                  | US-amerikanischer Schauspieler                                                                                | 71    |       |
| 15. Oktober | Philip Fotheringham-Parker                     | britischer Rennfahrer                                                                                         | 74    |       |
| 15. Oktober | Donald R. Heath                                | US-amerikanischer Journalist und Diplomat                                                                     | 87    |       |
| 15. Oktober | Čestmír Jeřábek                                | tschechischer Schriftsteller, Dramaturg und Literaturkritiker                                                 | 88    |       |
| 15. Oktober | Karl Kühnle                                    | deutscher Maler des Gäus                                                                                      | 81    |       |
| 15. Oktober | Agnès Rouzier                                  | französische Schriftstellerin                                                                                 | 45    |       |
| 15. Oktober | Heinrich Schmitz                               | deutscher Botaniker                                                                                           | 76    |       |
| 16. Oktober | Elisabeth Brock-Sulzer                         | Schweizer Journalistin und Übersetzerin                                                                       | 78    |       |
| 16. Oktober | Mosche Dajan                                   | israelischer General und Politiker                                                                            | 66    |       |
| 16. Oktober | Hans Gerber                                    | deutscher Rechtswissenschaftler                                                                               | 92    |       |
| 16. Oktober | Edward Heyman                                  | US-amerikanischer Songwriter und Musicalautor                                                                 | 74    |       |
| 16. Oktober | Siegfried Krefft                               | deutscher Rechtsmediziner und Hochschullehrer                                                                 | 65    |       |
| 16. Oktober | Alfred Kühne                                   | deutscher Unternehmer                                                                                         | 86    |       |
| 16. Oktober | Chaim Landau                                   | israelischer Politiker                                                                                        | 65    |       |
| 16. Oktober | Orazio Mariani                                 | italienischer Leichtathlet                                                                                    | 66    |       |
| 16. Oktober | Reinhard Onken                                 | deutscher Politiker (FDP), MdL                                                                                | 90    |       |
| 16. Oktober | Paul Schall                                    | elsässischer Politiker und Journalist                                                                         | 83    |       |
| 16. Oktober | Karl Strasser                                  | italienischer Entomologe                                                                                      | 78    |       |
| 16. Oktober | Iwan Wassiljewitsch Udodow                     | sowjetischer Gewichtheber                                                                                     | 57    |       |
| 17. Oktober | Angelika Bischoff-Luithlen                     | deutsche Volkskundlerin                                                                                       | 70    |       |
| 17. Oktober | Albert Cohen                                   | Schweizer Schriftsteller                                                                                      | 86    |       |
| 17. Oktober | David Wendell Guion                            | US-amerikanischer Pianist und Komponist                                                                       | 88    |       |
| 17. Oktober | Walsh McDermott                                | US-amerikanischer Mediziner                                                                                   | 71    |       |
| 17. Oktober | Mounir Mourad                                  | ägyptischer Schauspieler, Komponist und Sänger                                                                | 59    |       |
| 17. Oktober | Josef Müller-Marein                            | deutscher Journalist und Schriftsteller                                                                       | 74    |       |
| 17. Oktober | Dorothy Walton                                 | kanadische Badmintonspielerin                                                                                 | 72    |       |
| 17. Oktober | Paul Warmuth                                   | fränkischer Mundartdichter und Komponist                                                                      | 69    |       |
| 17. Oktober | Richard Weigand                                | deutscher Pädagoge                                                                                            | 76    |       |
| 18. Oktober | Léo DuPasquier                                 | Schweizer Wirtschaftsmanager, Politiker und Offizier                                                          | 71    |       |
| 18. Oktober | Alfred Gong                                    | deutschsprachiger Schriftsteller                                                                              | 61    |       |
| 18. Oktober | Paul Intrup                                    | deutscher Verwaltungsbeamter                                                                                  | 64    |       |
| 18. Oktober | Sergei Arkadjewitsch Krutowskich               | sowjetischer Computeringenieur                                                                                | 53    |       |
| 18. Oktober | Susi Müller-Gehrig                             | Schweizer Architektin                                                                                         | 56    |       |
| 18. Oktober | Paul Ruoff                                     | Schweizer Fussballschiedsrichter                                                                              | 83    |       |
| 18. Oktober | Luigi Scaccianoce                              | italienischer Filmarchitekt                                                                                   | 67    |       |
| 19. Oktober | Wilhelm Auerswald                              | österreichischer Physiologe und Hochschullehrer                                                               | 64    |       |
| 19. Oktober | Gabrijel Bukatko                               | jugoslawischer Bischof von Križevci                                                                           | 68    |       |
| 19. Oktober | Dan Coe                                        | rumänischer Fußballspieler                                                                                    | 40    |       |
| 19. Oktober | Dymphna Cusack                                 | australische Schriftstellerin                                                                                 | 79    |       |
| 19. Oktober | Abol Qassem Nadschm                            | persischer Politiker und Botschafter                                                                          |       |       |
| 19. Oktober | Friedrich-Carl von Steinkeller                 | deutscher Offizier, zuletzt Generalmajor im Zweiten Weltkrieg                                                 | 85    |       |
| 20. Oktober | Annot                                          | deutsche Malerin                                                                                              | 86    |       |
| 20. Oktober | Mary Chase                                     | US-amerikanische Schriftstellerin                                                                             | 74    |       |
| 20. Oktober | Catharina Herdler                              | deutsche Politikerin (SPD), Mitglied der Stadtverordnetenversammlung von Groß-Berlin                          | 89    |       |
| 20. Oktober | Ilse Kollwitz                                  | deutsche Kommunalpolitikerin (SED), Abgeordnete im Landtag Mecklenburg                                        | 72    |       |
| 20. Oktober | Thea Linhard                                   | deutsche Sopranistin, Opern- und Konzertsängerin                                                              | 78    |       |
| 20. Oktober | Franz Radomicki                                | deutscher Politiker (SPD), MdL                                                                                | 69    |       |
| 21. Oktober | Mosche Altman                                  | russischer jiddischer Schriftsteller                                                                          | 91    |       |
| 21. Oktober | Curt Bär                                       | deutscher Lehrer und Widerstandskämpfer                                                                       | 80    |       |
| 21. Oktober | Werner Bavendamm                               | deutscher Botaniker und Mykologe                                                                              | 82    |       |
| 21. Oktober | Erwin Braun                                    | deutscher Kommunal- und Landespolitiker (CDU), MdL                                                            | 60    |       |
| 21. Oktober | Armin Meili                                    | Schweizer Architekt und Politiker                                                                             | 89    |       |
| 21. Oktober | Ewald Munschke                                 | deutscher Militär, General der KVP und NVA                                                                    | 80    |       |
| 21. Oktober | Johannes Ruhland                               | deutscher Ordensgeistlicher, Abt von St. Stephan Augsburg, Abtpräses der Bayerischen Benediktinerkongregation | 76    |       |
| 22. Oktober | Edward Caton                                   | US-amerikanischer Tänzer, Ballettlehrer und Choreograph                                                       | 81    |       |
| 22. Oktober | David Cecil, 6. Marquess of Exeter             | britischer Leichtathlet, Präsident der IAAF und Politiker, Mitglied des House of Commons                      | 76    |       |
| 22. Oktober | Joseph Gennangi                                | syrischer Geistlicher, Bischof von Kamichlié                                                                  | 83    |       |
| 22. Oktober | Will Osborne                                   | US-amerikanischer Jazzmusiker und Bigband-Leader                                                              | 74    |       |
| 22. Oktober | August Pagel                                   | deutscher Politiker (SPD), MdBB                                                                               | 82    |       |
| 22. Oktober | Juri Borissowitsch Pantjuchow                  | sowjetischer Eishockeyspieler                                                                                 | 50    |       |
| 22. Oktober | Lily Pincus                                    | deutsche Autorin                                                                                              | 83    |       |
| 22. Oktober | Wilhelm Schaeffler                             | deutscher Unternehmer                                                                                         | 73    |       |
| 22. Oktober | Günter Stempel                                 | deutscher Politiker (LDPD), MdV                                                                               | 72    |       |
| 23. Oktober | Peter Bailly                                   | deutscher Politiker (SPD)                                                                                     | 81    |       |
| 23. Oktober | Reginald Cotterell Butler                      | britischer Bildhauer                                                                                          | 68    |       |
| 23. Oktober | Thurman C. Crook                               | US-amerikanischer Politiker                                                                                   | 90    |       |
| 23. Oktober | Asaf Ali Asghar Fyzee                          | indischer ismailitischer Diplomat und Jurist, Herausgeber und Kommentator des Da'a'im al-Islam                | 82    |       |
| 23. Oktober | Otylia Kałuża                                  | polnische Leichtathletin                                                                                      | 74    |       |
| 23. Oktober | Konrad Kernweisz                               | römisch-katholischer Ordinarius des Bistums Timișoara                                                         | 68    |       |
| 23. Oktober | Heinrich Schönhals                             | deutscher Jurist, Oberbürgermeister der Stadt Offenbach am Main                                               | 80    |       |
| 23. Oktober | Curt Stern                                     | deutsch-amerikanischer Genetiker                                                                              | 79    |       |
| 24. Oktober | Bernard Gavoty                                 | französischer Musikkritiker, Musikwissenschaftler und Organist                                                | 73    |       |
| 24. Oktober | Edith Head                                     | US-amerikanische Kostümbildnerin beim Film                                                                    | 83    |       |
| 24. Oktober | Alexander Kevitz                               | US-amerikanischer Schachspieler                                                                               | 79    |       |
| 24. Oktober | Wolfgang Lotz                                  | deutscher Kunsthistoriker                                                                                     | 69    |       |
| 24. Oktober | Miwa Kyūwa                                     | japanischer Töpfer                                                                                            | 86    |       |
| 24. Oktober | Kurt Richter                                   | deutscher Stasi-Mitarbeiter, Leiter der Bezirksverwaltung Suhl                                                | 60    |       |
| 25. Oktober | Barbara Bedford                                | US-amerikanische Schauspielerin                                                                               | 78    |       |
| 25. Oktober | Ariel Durant                                   | US-amerikanische Schriftstellerin                                                                             | 83    |       |
| 25. Oktober | Otto Erbersdobler                              | deutscher Kaufmann und Politiker (NSDAP), MdR                                                                 | 86    |       |
| 25. Oktober | Franz Grasberger                               | österreichischer Musikwissenschaftler                                                                         | 65    |       |
| 25. Oktober | Cynthia Harnett                                | britische Schriftstellerin                                                                                    | 88    |       |
| 25. Oktober | Juan Polito                                    | argentinischer Tangopianist, Bandleader, Arrangeur und Komponist                                              | 73    |       |
| 25. Oktober | Robert Pütz                                    | deutscher Jurist, Oberstadtdirektor von Düren                                                                 | 86    |       |
| 25. Oktober | Emely Reuer                                    | deutsche Schauspielerin und Hörspiel- und Synchronsprecherin                                                  | 39    |       |
| 25. Oktober | Karl-Heinz Volkmann-Schluck                    | deutscher Philosoph                                                                                           | 66    |       |
| 26. Oktober | Francisco Amicarelli                           | argentinischer Pianist und Musikpädagoge                                                                      | 75    |       |
| 26. Oktober | Glenn Anders                                   | US-amerikanischer Theater- und Filmschauspieler                                                               | 92    |       |
| 26. Oktober | Reinhold Bernt                                 | deutscher Schauspieler und Drehbuchautor                                                                      | 78    |       |
| 26. Oktober | Else Brückner-Rüggeberg                        | deutsche Schauspielerin, Sprecherin und Radiomoderatorin                                                      | 71    |       |
| 26. Oktober | Willi Bürger                                   | deutscher Politiker (SPD), MdL                                                                                | 80    |       |
| 26. Oktober | Heinrich Erlen                                 | deutscher Jurist, Polizist und SS-Führer                                                                      | 74    |       |
| 26. Oktober | Robert Giordani                                | französischer Filmarchitekt                                                                                   | 74    |       |
| 26. Oktober | Luis Guízar y Barragán                         | mexikanischer Geistlicher, Bischof von Saltillo                                                               | 86    |       |
| 26. Oktober | Jutta Jol                                      | deutsche Schauspielerin                                                                                       | 85    |       |
| 26. Oktober | Francisco Negrão de Lima                       | brasilianischer Politiker und Diplomat                                                                        | 80    |       |
| 26. Oktober | Franjo Mraz                                    | jugoslawischer Maler                                                                                          | 71    |       |
| 27. Oktober | Anders Knutsson Ångström                       | schwedischer Physiker und Meteorologe                                                                         | 93    |       |
| 27. Oktober | Albert Bächtold                                | Schweizer Schriftsteller                                                                                      | 90    |       |
| 27. Oktober | Nico Dostal                                    | österreichischer Operetten- und Filmmusikkomponist                                                            | 85    |       |
| 27. Oktober | Lūcijs Endzelīns                               | lettischer Schachspieler                                                                                      | 72    |       |
| 27. Oktober | Richard Llewelyn-Davies, Baron Llewelyn-Davies | britischer Architekt und Stadtplaner                                                                          | 68    |       |
| 27. Oktober | Louis Metcalf                                  | US-amerikanischer Jazz-Trompeter und Kornettist des Swing                                                     | 76    |       |
| 27. Oktober | John Warburton                                 | britischer Schauspieler                                                                                       | 82    |       |
| 28. Oktober | Kurt Bauer                                     | deutscher Künstler und Bildhauer                                                                              | 75    |       |
| 28. Oktober | Luigi Carnacina                                | italienischer Koch und Autor                                                                                  | 93    |       |
| 28. Oktober | Gerhard Gregor                                 | deutscher Organist und Pianist                                                                                | 75    |       |
| 28. Oktober | Heribert Sturm                                 | deutscher Stadtarchivar und Museumsleiter                                                                     | 77    |       |
| 28. Oktober | Carl Friedrich Weiss                           | deutscher Physiker                                                                                            | 80    |       |
| 29. Oktober | Georges Brassens                               | französischer Dichter und Chansonnier                                                                         | 60    |       |
| 29. Oktober | Hugo Hadwiger                                  | Schweizer Mathematiker                                                                                        | 72    |       |
| 29. Oktober | Leonard Hawkes                                 | britischer Geologe                                                                                            | 90    |       |
| 29. Oktober | Richard Hohenner                               | deutscher Verwaltungsbeamter und Kommunalpolitiker                                                            | 85    |       |
| 29. Oktober | Richard Franz Kreutel                          | österreichischer Diplomat                                                                                     | 65    |       |
| 29. Oktober | Carl Joseph Leiprecht                          | deutscher katholischer Bischof                                                                                | 78    |       |
| 29. Oktober | Otto Spies                                     | deutscher Orientalist und Islamwissenschaftler                                                                | 80    |       |
| 29. Oktober | Dmitri Nikolajewitsch Tschetschulin            | sowjetischer Architekt                                                                                        | 80    |       |
| 29. Oktober | Herbert Westermark                             | schwedischer Segler und Mediziner                                                                             | 90    |       |
| 29. Oktober | Hermann Wunderlich                             | deutscher Architekt                                                                                           | 81    |       |
| 30. Oktober | Armando Cuitlahuac Amador Sandoval             | mexikanischer Botschafter                                                                                     | 83    |       |
| 30. Oktober | Hans R. G. Günther                             | deutscher Philosoph                                                                                           | 83    |       |
| 30. Oktober | Karl Hauschka                                  | österreichischer Architekt                                                                                    | 85    |       |
| 30. Oktober | Lew Jenkins                                    | US-amerikanischer Boxer                                                                                       | 64    |       |
| 30. Oktober | Jón Jónsen                                     | isländischer Langstreckenläufer                                                                               | 85    |       |
| 30. Oktober | Stylianos Mavromichalis                        | griechischer Politiker und Ministerpräsident                                                                  |       |       |
| 30. Oktober | Camille Sauvage                                | französischer Musiker und Komponist                                                                           | 71    |       |
| 30. Oktober | Carl Trabold                                   | deutscher Verwaltungsjurist                                                                                   | 82    |       |
| 30. Oktober | Peter Weiss                                    | deutscher Bildhauer                                                                                           | 57    |       |
| 31. Oktober | Antonio Cattalinich                            | italienischer Ruderer                                                                                         | 86    |       |
| 31. Oktober | Rudolf Fricke                                  | deutscher Grafiker und Braunschweiger Heimatforscher                                                          | 81    |       |
| 31. Oktober | Bernhard Günther                               | deutscher Politiker (Zentrum, CDU), MdB                                                                       | 74    |       |
| 31. Oktober | Georges Guignard                               | französischer Automobilrennfahrer                                                                             | 89    |       |
| 31. Oktober | Johannes Holm                                  | deutscher Verleger in der DDR                                                                                 | 86    |       |
|             | Elias Lauf                                     | grönländischer Politiker, Pastor und Redakteur                                                                | 87    |       |

## November
| Tag          | Name                           | Beruf, bekannt als                                                                                  | Alter | Beleg |
| ------------ | ------------------------------ | --------------------------------------------------------------------------------------------------- | ----- | ----- |
| 1. November  | Fritz Böttger                  | deutscher Tänzer, Choreograf, Drehbuchautor und Filmregisseur                                       | 79    |       |
| 01. November | Lilly Charlemont               | österreichische Malerin                                                                             | 91    |       |
| 1. November  | Lajos Fehér                    | ungarischer kommunistischer Politiker, Mitglied des Parlaments                                      | 63    |       |
| 1. November  | Hans Klüber                    | deutscher Kommunalpolitiker (SPD), Oberbürgermeister und Kulturdezernent der Stadt Ludwigshafen     | 78    |       |
| 1. November  | Heinz Lembke                   | deutscher Rechtsextremist                                                                           | 44    |       |
| 1. November  | Mariano Madriaga               | philippinischer Geistlicher, Erzbischof von Lingayen-Dagupan                                        | 79    |       |
| 2. November  | Carl-Erik von Braun            | schwedischer Tennisspieler                                                                          | 84    |       |
| 2. November  | Ghislain Cloquet               | belgischer Kameramann                                                                               | 57    |       |
| 2. November  | Rufino Inglés                  | spanischer Schauspieler                                                                             | 78    |       |
| 2. November  | Konrad Mälzig                  | deutscher Volkswirt, Unternehmer und Politiker (FDP), MdB                                           | 81    |       |
| 2. November  | Dora Möller                    | deutsche Politikerin (SPD), MdL                                                                     | 87    |       |
| 2. November  | Wally Wood                     | amerikanischer Comiczeichner                                                                        | 54    |       |
| 3. November  | Thérèse Casgrain               | kanadische Frauenrechtlerin und Politikerin                                                         | 85    |       |
| 3. November  | Edvard Kocbek                  | slowenischer Schriftsteller und Publizist                                                           | 77    |       |
| 3. November  | Eraldo Monzeglio               | italienischer Fußballspieler und -trainer                                                           | 75    |       |
| 3. November  | Hans Morper                    | deutscher Journalist und Mundartschriftsteller                                                      | 74    |       |
| 3. November  | Dragutin Najdanović            | jugoslawischer Fußballspieler                                                                       | 73    |       |
| 3. November  | Walt Szot                      | US-amerikanischer American-Football-Spieler                                                         | 61    |       |
| 3. November  | Horace Clifford Westermann     | US-amerikanischer Bildhauer und Objektkünstler                                                      | 58    |       |
| 4. November  | Julius Beck                    | Schweizer Politiker (KVP)                                                                           | 96    |       |
| 4. November  | Otto Grau                      | deutscher Maler und Grafiker                                                                        | 68    |       |
| 04. November | Sverre Helgesen                | norwegischer Leichtathlet                                                                           | 78    |       |
| 4. November  | Frederike von Möhlmann         | deutsche Schülerin                                                                                  | 17    |       |
| 4. November  | Mauritz Sandberg               | schwedischer Fußballspieler                                                                         | 85    |       |
| 5. November  | Bruno J. Böttge                | deutscher Filmemacher                                                                               | 56    |       |
| 5. November  | Assad Bucaram                  | ecuadorianischer Politiker                                                                          | 64    |       |
| 5. November  | Jean Eustache                  | französischer Filmregisseur und Filmeditor                                                          | 42    |       |
| 5. November  | Stanisław Mazur                | polnischer Mathematiker                                                                             | 76    |       |
| 5. November  | Herdis McCrary                 | US-amerikanischer American-Football-Spieler                                                         | 77    |       |
| 5. November  | Josef Plojhar                  | tschechoslowakischer katholischer Priester, Politiker und Autor                                     | 79    |       |
| 5. November  | Rangjung Rigpe Dorje           | 16. Gyelwa Karmapa der Karma-Kagyü-Linie des tibetischen Buddhismus                                 | 57    |       |
| 5. November  | Albrecht Timm                  | deutscher Historiker                                                                                | 65    |       |
| 6. November  | Milu Milescu                   | israelischer Schachkomponist, Herausgeber der Schachzeitschrift Revista Română de Șah               | 69    |       |
| 6. November  | Franz von Prümmer              | deutscher Politiker (CSU), MdL                                                                      | 61    |       |
| 6. November  | Fritz Rettig                   | deutscher Gewerkschafter, erster Vorstandsvorsitzende der Deutschen Angestellten Gewerkschaft (DAG) | 80    |       |
| 6. November  | Ludwig Yehuda Wolpert          | deutsch-US-amerikanisch-israelischer Bildhauer                                                      | 81    |       |
| 7. November  | Reinhard Braun                 | deutscher Augenarzt und Hochschullehrer                                                             | 79    |       |
| 7. November  | Aníbal Ciocca                  | uruguayischer Fußballspieler                                                                        | 66    |       |
| 7. November  | William A. Dawson              | US-amerikanischer Politiker                                                                         | 78    |       |
| 7. November  | William James Durant           | US-amerikanischer Philosoph und Schriftsteller                                                      | 96    |       |
| 7. November  | Werner Eisbrenner              | deutscher Komponist                                                                                 | 72    |       |
| 7. November  | Robert Maxwell Ogilvie         | schottischer Altphilologe                                                                           | 49    |       |
| 7. November  | Elsa Müller-Model              | Schweizer Unternehmerin                                                                             | 79    |       |
| 7. November  | Frank Sherwin                  | irischer Politiker                                                                                  | 76    |       |
| 7. November  | Jakob Karl Ernst Sommer        | evangelisch-methodistischer Bischof                                                                 | 69    |       |
| 8. November  | Ladislaus Boros                | katholischer Theologe                                                                               | 54    |       |
| 8. November  | Lionel Heald                   | britischer Politiker, Unterhausabgeordneter                                                         | 84    |       |
| 9. November  | Roberto Flores                 | argentinischer Tangosänger und -komponist                                                           | 74    |       |
| 09. November | Edrita Fried                   | österreichisch-US-amerikanische Gruppenpsychotherapeutin                                            | 72    |       |
| 9. November  | Rolf von Goth                  | deutscher Schauspieler                                                                              | 75    |       |
| 9. November  | Wolfgang Krebs                 | deutscher Geologe und Hochschullehrer                                                               | 47    |       |
| 9. November  | Hans Weber                     | Schweizer Politiker (BGB)                                                                           | 73    |       |
| 10. November | Carl Ewers                     | deutscher Jurist und Verwaltungsbeamter                                                             | 79    |       |
| 10. November | Abel Gance                     | französischer Filmpionier                                                                           | 92    |       |
| 10. November | Melitta Gerhard                | deutsch-US-amerikanische Literaturhistorikerin                                                      | 89    |       |
| 10. November | Karl Heine-Borsum              | deutscher Lehrer und Schriftsteller                                                                 | 86    |       |
| 11. November | Alf Brustellin                 | österreichischer Filmemacher                                                                        | 41    |       |
| 11. November | Greta Kuckhoff                 | deutsche Widerstandskämpferin und Präsidentin der Staatsbank der DDR, MdV                           | 78    |       |
| 11. November | Jewsei Grigorjewitsch Liberman | sowjetischer Ökonom                                                                                 | 83    |       |
| 11. November | Mário Pedrosa                  | brasilianischer Kunstkritiker                                                                       | 81    |       |
| 11. November | Erwin Schulz                   | deutscher SS-Brigadeführer und Generalmajor der Polizei                                             | 80    |       |
| 11. November | Karl Tuppa                     | nationalsozialistischer Anthropologe                                                                | 82    |       |
| 12. November | Henry Clay Branson             | US-amerikanischer Schriftsteller und Bibliothekar                                                   | 76    |       |
| 12. November | James Corson                   | US-amerikanischer Diskuswerfer                                                                      | 75    |       |
| 12. November | Fritz Ehlers                   | deutscher Violinpädagoge in Weimar                                                                  | 70    |       |
| 12. November | Josef Kannengießer             | deutscher Journalist und Politiker (Zentrum, CDU)                                                   | 87    |       |
| 12. November | Marga Maasberg                 | deutsche Schauspielerin, Hörspiel- und Synchronsprecherin                                           | 78    |       |
| 12. November | Herman Pilnik                  | deutschstämmiger argentinischer Schachspieler                                                       | 67    |       |
| 12. November | Wilfried Platzer               | österreichischer Diplomat                                                                           | 72    |       |
| 12. November | Alfred Richter                 | deutscher Politiker (NSDAP, DP), MdL, MdHB, Hamburger Senator                                       | 86    |       |
| 12. November | Willy Träder                   | deutscher Musikpädagoge, Dirigent, Chorleiter und Professor                                         | 61    |       |
| 13. November | Gunnar Andersen                | dänischer Radrennfahrer                                                                             | 70    |       |
| 13. November | Erich Gottgetreu               | deutsch-israelischer Journalist                                                                     | 78    |       |
| 13. November | Werner Hartmann                | Schweizer Maler und Grafiker                                                                        | 78    |       |
| 13. November | Willi H. Lippert               | deutscher Bildhauer, Grafiker, Kunstmaler, Numismatiker und Heraldiker                              | 83    |       |
| 13. November | Gerhard Marcks                 | deutscher Bildhauer und Graphiker                                                                   | 92    |       |
| 13. November | Mestre Pastinha                | brasilianischer Kampfsportler und Begründer der Capoeira de Angola                                  | 92    |       |
| 14. November | Richard Burckardt              | deutscher Unternehmer und Politiker (FDP), MdB                                                      | 80    |       |
| 14. November | Wilhelm Anton Cremer           | deutscher Politiker (CDU)                                                                           | 71    |       |
| 15. November | Gerrit Benner                  | niederländischer Maler und Grafiker                                                                 | 84    |       |
| 15. November | Walter Heitler                 | deutscher Physiker                                                                                  | 77    |       |
| 15. November | Enid Markey                    | US-amerikanische Schauspielerin                                                                     | 87    |       |
| 15. November | Sadr ud-Din                    | Ahmadiyya-Missionar                                                                                 |       |       |
| 15. November | Gunhild von Schönau-Wehr       | deutsche Malerin                                                                                    | 90    |       |
| 15. November | Maurice Sievan                 | US-amerikanischer Maler                                                                             | 82    |       |
| 15. November | Allameh Tabatabai              | iranisch-islamischer Philosoph                                                                      |       |       |
| 15. November | Elsa Thiemann                  | deutsche Fotografin, Fotojournalistin und Künstlerin                                                | 71    |       |
| 16. November | Jolanda Benvenuti              | italienische Filmeditorin                                                                           | 73    |       |
| 16. November | William Holden                 | US-amerikanischer Filmschauspieler                                                                  | 63    |       |
| 16. November | Wilhelm Klingenberg            | deutscher Bauingenieur                                                                              | 82    |       |
| 16. November | Nabeshima Naotsugu             | japanischer Politiker und Erforscher der Geschichte des japanischen Porzellans                      | 69    |       |
| 16. November | Emmy Schaumann                 | deutsche Politikerin (SPD), MdHB                                                                    | 80    |       |
| 17. November | Bob Eberly                     | US-amerikanischer Big-Band-Sänger                                                                   | 65    |       |
| 17. November | James S. Kemper                | US-amerikanischer Unternehmer, Politiker und Diplomat                                               | 94    |       |
| 17. November | Herbert Kunze                  | deutscher Maler                                                                                     | 68    |       |
| 18. November | Franz Baldia                   | österreichischer Käfersammler und Amateur-Entomologe                                                | 83    |       |
| 18. November | Alexei Pawlowitsch Okladnikow  | russischer Archäologe, Historiker und Ethnograph                                                    | 73    |       |
| 18. November | Camillo Schoenbaum             | österreichischer Musikwissenschaftler                                                               | 56    |       |
| 18. November | Marie-Charlotte Wasmuht        | deutsche Politikerin (CDU), MdL                                                                     | 74    |       |
| 18. November | Fredric Wertham                | deutsch-amerikanischer Psychiater und Autor                                                         | 86    |       |
| 19. November | Karl Henning von Barsewisch    | deutscher Generalmajor                                                                              | 86    |       |
| 19. November | Karl Büchner                   | deutscher klassischer Philologe                                                                     | 71    |       |
| 19. November | Rezső Feleki                   | ungarischer Opernsänger, Kantor und Gesangslehrer                                                   | 80    |       |
| 19. November | Griffiths Mxenge               | südafrikanischer Anti-Apartheid-Aktivist und Mordopfer                                              | 46    |       |
| 19. November | Henri Padou senior             | französischer Wasserballspieler und Schwimmer                                                       | 83    |       |
| 19. November | Max Zeller                     | Schweizer Topograf                                                                                  | 90    |       |
| 20. November | Herbert Behrens-Hangeler       | deutscher Maler, Grafiker und Schriftsteller                                                        | 83    |       |
| 20. November | Gerhard Bergmann               | deutscher evangelischer Pfarrer und Evangelist der Deutschen Zeltmission                            | 67    |       |
| 20. November | Rolf Bongs                     | deutscher Dichter, Schriftsteller und Journalist                                                    | 74    |       |
| 20. November | Franz Ferch                    | deutscher Maler und Grafiker                                                                        | 81    |       |
| 20. November | Knud Ejler Løgstrup            | dänischer Philosoph, Theologe und Hochschullehrer                                                   | 76    |       |
| 20. November | Donald McMurchie               | US-amerikanischer Politiker                                                                         | 85    |       |
| 20. November | Friedrich Karl Peltzer         | deutscher Unternehmer                                                                               | 78    |       |
| 20. November | Ulrich Pretzel                 | deutscher Germanist                                                                                 | 83    |       |
| 20. November | Frank Sheed                    | australischer Theologe                                                                              | 84    |       |
| 21. November | Peter Clemens                  | deutscher Politiker (CDU), MdL                                                                      | 76    |       |
| 21. November | Ejner Federspiel               | dänischer Schauspieler                                                                              | 85    |       |
| 21. November | Irving Friedman                | US-amerikanischer Jazzmusiker (Klarinette, Kornett, Saxophon, Arrangement, Komposition)             | 77    |       |
| 21. November | Irina Wsewolodowna Meyerhold   | sowjetische Theaterdirektorin                                                                       | 76    |       |
| 21. November | Vigil Pescosta                 | italienischer Bildhauer                                                                             | 95    |       |
| 21. November | John Anthony Thwaites          | englischer Kunstkritiker und Autor                                                                  | 72    |       |
| 21. November | Harry von Zell                 | US-amerikanischer Rundfunk- und Fernsehsprecher, Schauspieler und Sänger                            | 75    |       |
| 22. November | Dieter Bäumle                  | Schweizer Komponist                                                                                 | 46    |       |
| 22. November | Ilya Bolotowsky                | russisch-amerikanischer Maler                                                                       | 74    |       |
| 22. November | Leopold Breitenecker           | österreichischer Gerichtsmediziner                                                                  | 79    |       |
| 22. November | Lew Solomonowitsch Ginsburg    | russischer Cellist und Musikwissenschaftler                                                         | 74    |       |
| 22. November | Otto-Heinz Groth               | deutscher Architekt                                                                                 | 57    |       |
| 22. November | Fred Hennings                  | österreichischer Kammerschauspieler und Autor                                                       | 86    |       |
| 22. November | Heinz Hunsdiecker              | deutscher Chemiker, Mitentdecker der Hunsdiecker-Reaktion                                           | 77    |       |
| 22. November | Hans Adolf Krebs               | deutscher, später britischer Mediziner und Biochemiker                                              | 81    |       |
| 22. November | Toni Mau                       | deutsche Malerin, Grafikerin und Hochschullehrerin                                                  | 64    |       |
| 22. November | Arnold Taylor                  | südafrikanischer Boxer im Bantamgewicht                                                             | 38    |       |
| 22. November | Alois Wührer                   | österreichischer Landwirt und Politiker (ÖVP), Abgeordneter zum Nationalrat                         | 75    |       |
| 23. November | Olaf Caroe                     | britischer Verwaltungsbeamter in Britisch-Indien und Autor                                          | 89    |       |
| 23. November | Karl Forster                   | deutscher römisch-katholischer Theologe                                                             | 53    |       |
| 23. November | Rudolf Jettel                  | österreichischer Komponist, Klarinettist und Hochschullehrer                                        | 78    |       |
| 23. November | Hans Kleiner                   | deutscher Ingenieur                                                                                 | 74    |       |
| 23. November | Franz Rohwer                   | deutscher Politiker (CDU), MdL                                                                      | 76    |       |
| 23. November | T. James Tumulty               | amerikanischer Politiker                                                                            | 68    |       |
| 24. November | Jean Boyer                     | französischer Fußballspieler                                                                        | 80    |       |
| 24. November | Andreas Bruno Wachsmuth        | deutscher Germanist und Literaturwissenschaftler                                                    | 90    |       |
| 24. November | Heinrich Hornung               | deutscher Mediziner                                                                                 | 81    |       |
| 24. November | Oldřich Kredba                 | tschechischer Pianist, Cembalist und Musikpädagoge                                                  | 77    |       |
| 25. November | Jack Albertson                 | US-amerikanischer Schauspieler, Tänzer und Musiker                                                  | 74    |       |
| 25. November | Bern von Baer                  | deutscher Offizier in der Reichswehr, Wehrmacht und der Bundeswehr                                  | 70    |       |
| 25. November | Fritz Blättner                 | deutscher Pädagoge                                                                                  | 90    |       |
| 25. November | Margot Kalinke                 | deutsche Politikerin (DP, CDU), MdL, MdB                                                            | 72    |       |
| 25. November | Morris Kirksey                 | US-amerikanischer Leichtathlet und Olympiasieger                                                    | 86    |       |
| 25. November | Shimamura Toshimasa            | japanischer Schriftsteller                                                                          | 69    |       |
| 26. November | Max Euwe                       | niederländischer Schachspieler und Schachweltmeister                                                | 80    |       |
| 26. November | Josef Hillerbrand              | deutscher Innenarchitekt, Textildesigner und Hochschullehrer                                        | 89    |       |
| 26. November | Pierre Pibarot                 | französischer Fußballspieler und -trainer                                                           | 65    |       |
| 26. November | Ernst Prinoth                  | italienischer Industrieller, Formel 1 Rennfahrer                                                    | 58    |       |
| 26. November | Regino Sáinz de la Maza        | spanischer Gitarrist, Komponist und Musikpädagoge                                                   | 85    |       |
| 27. November | Frank Bettger                  | US-amerikanischer Verkäufer und Autor                                                               | 93    |       |
| 27. November | Cláudio Coutinho               | brasilianischer Fußballtrainer                                                                      | 42    |       |
| 27. November | Karl Martin Fischer            | deutscher evangelischer Theologe                                                                    | 44    |       |
| 27. November | Erich Frodermann               | deutscher Feuerwerker                                                                               | 69    |       |
| 27. November | Leo Guntern                    | Schweizer Politiker                                                                                 | 87    |       |
| 27. November | Hermann Krumey                 | sudetendeutscher Nationalsozialist und Täter des Holocaust                                          | 76    |       |
| 27. November | Lotte Lenya                    | österreichisch-US-amerikanische Schauspielerin und Sängerin                                         | 83    |       |
| 27. November | Iwan Mefodjewitsch Managarow   | sowjetischer Generaloberst                                                                          | 83    |       |
| 27. November | Hermann Middendorf             | deutscher Landrat                                                                                   | 84    |       |
| 27. November | Emil Waas                      | deutscher Autor                                                                                     | 62    |       |
| 28. November | Kristian Bjerknes              | norwegischer Architekt                                                                              | 80    |       |
| 28. November | Braswell Deen                  | US-amerikanischer Politiker                                                                         | 88    |       |
| 28. November | Hans Grohs                     | deutscher Expressionist                                                                             | 88    |       |
| 28. November | Clara Hocke                    | deutsche Drehorgelverleiherin in Bremen                                                             | 80    |       |
| 28. November | Arthur Jensen                  | dänischer Schauspieler                                                                              | 84    |       |
| 28. November | Marcel Raymond                 | Schweizer Literaturkritiker                                                                         | 83    |       |
| 28. November | Erwin Scheu                    | deutscher Geograph                                                                                  | 95    |       |
| 28. November | Ferdinand Schmidt              | deutscher Apotheker                                                                                 | 72    |       |
| 29. November | Isabella Carrie                | schottisch-britische Lehrerin und Suffragette                                                       | 103   |       |
| 29. November | Alexander Degtjar              | sowjetischer Schauspieler                                                                           | 73    |       |
| 29. November | Gilbert Grandval               | französischer Widerstandskämpfer und Politiker                                                      | 77    |       |
| 29. November | Thomas H. Marshall             | britischer Soziologe                                                                                | 87    |       |
| 29. November | Natalie Wood                   | US-amerikanische Schauspielerin                                                                     | 43    |       |
| 30. November | Bruno Boesch                   | Schweizer Germanist                                                                                 | 70    |       |
| 30. November | Trude Cornelius                | deutsche Kunsthistorikerin, Denkmalpflegerin und stellvertretende Landeskonservatorin               | 75    |       |
| 30. November | Alexander Fischer              | deutscher Bildhauer                                                                                 | 78    |       |
| 30. November | Val Gielgud                    | englischer Schriftsteller und Redakteur                                                             | 81    |       |
| 30. November | Robert H. Harris               | US-amerikanischer Schauspieler                                                                      | 70    |       |
| 30. November | Otto Kerry                     | österreichischer Schauspieler                                                                       | 67    |       |
| 30. November | Paul Koppelberg                | deutscher Ordensgeistlicher; Präsident des Päpstlichen Missionswerkes der Kinder                    | 69    |       |
| 30. November | Károly Molter                  | ungarischer Schriftsteller, Kritiker und Publizist                                                  | 90    |       |
| 30. November | Hans Heinrich Muchow           | deutscher Psychologe und Pädagoge                                                                   | 81    |       |
| November     | Lili Frohlich-Bume             | österreichisch-britische Kunsthistorikerin, Kunsthändlerin und Kunstkritikerin                      | 95    |       |
| November     | Armin Guhl                     | Schweizer Leichtathlet                                                                              | 74    |       |
| November     | Earle Haas                     | amerikanischer Osteopath, Erfinder des Tampons                                                      | 96    |       |

## Dezember
| Tag          | Name                               | Beruf, bekannt als                                                                                              | Alter | Beleg |
| ------------ | ---------------------------------- | --- | ----- | ----- |
| 1. Dezember  | Boyd Bachmann                      | dänisch-niederländischer Entertainer und Komiker                                                                | 73    |       |
| 1. Dezember  | Leon Beaumon                       | US-amerikanischer Filmschauspieler                                                                              | 83    |       |
| 1. Dezember  | Estrid Ericson                     | schwedische Designerin                                                                                          | 87    |       |
| 1. Dezember  | Taft Jordan                        | US-amerikanischer Jazz-Trompeter des Swing                                                                      | 66    |       |
| 1. Dezember  | Russ Manning                       | US-amerikanischer Comiczeichner                                                                                 | 52    |       |
| 1. Dezember  | Robert Oertel                      | deutscher Kunsthistoriker                                                                                       | 74    |       |
| 1. Dezember  | Johannes Steinhardt                | deutscher Leichtathlet                                                                                          | 76    |       |
| 2. Dezember  | Frank Hunter                       | US-amerikanischer Tennisspieler                                                                                 | 87    |       |
| 2. Dezember  | Hugo Klajn                         | jugoslawischer Psychoanalytiker und Theaterintendant                                                            | 87    |       |
| 2. Dezember  | Iwan Wassiljewitsch Obreimow       | russischer Physiker                                                                                             | 87    |       |
| 2. Dezember  | Rudolf Prack                       | österreichischer Schauspieler                                                                                   | 76    |       |
| 3. Dezember  | Pasquale Acito                     | US-amerikanischer Klarinettist, Pianist und Kapellmeister                                                       | 89    |       |
| 3. Dezember  | Jaime Dávalos                      | argentinischer Musiker und Schriftsteller                                                                       | 60    |       |
| 3. Dezember  | Jan Langedijk                      | niederländischer Eisschnellläufer                                                                               | 71    |       |
| 04. Dezember | Alphonse Burnand                   | US-amerikanischer Segler                                                                                        | 85    |       |
| 4. Dezember  | Manfred Gersch                     | deutscher Zoologe                                                                                               | 72    |       |
| 4. Dezember  | Karl Gilg                          | deutscher Schachspieler                                                                                         | 80    |       |
| 4. Dezember  | Berta Jourdan                      | deutsche Politikerin und Pädagogin                                                                              | 89    |       |
| 4. Dezember  | Zoilo Saldombide                   | uruguayischer Fußballspieler                                                                                    |       |       |
| 4. Dezember  | Ole Sarvig                         | dänischer Schriftsteller und Kunstkritiker                                                                      | 60    |       |
| 4. Dezember  | James P. Scoblick                  | US-amerikanischer Politiker                                                                                     | 72    |       |
| 5. Dezember  | Charles Barton                     | US-amerikanischer Filmregisseur                                                                                 | 79    |       |
| 5. Dezember  | Richard Feldtkeller                | deutscher Physiker und Elektrotechniker                                                                         | 80    |       |
| 5. Dezember  | John Reed                          | australischer Rechtsanwalt, Verleger und Kunstmäzen                                                             | 79    |       |
| 5. Dezember  | Eugen W. Schade                    | deutscher Politiker (FDP), MdBB                                                                                 | 73    |       |
| 6. Dezember  | Reuben Ainsztein                   | polnisch-britischer Journalist und Publizist                                                                    |       |       |
| 6. Dezember  | Fritz Herbert Alma                 | österreichischer Paläontologe                                                                                   | 79    |       |
| 6. Dezember  | Hans Diercks                       | deutscher Landwirt und Politiker                                                                                | 63    |       |
| 6. Dezember  | Konrad Frühwald                    | deutscher Landwirt und Politiker (BP, CSU), Landrat und MdL Bayern                                              | 61    |       |
| 6. Dezember  | Harry Harlow                       | US-amerikanischer Psychologe und Verhaltensforscher                                                             | 76    |       |
| 6. Dezember  | Walter Jagusch                     | deutscher Jurist im Reichssicherheitshauptamt                                                                   | 69    |       |
| 6. Dezember  | Joseph Lenehan                     | irischer Politiker (Fianna Fáil)                                                                                |       |       |
| 6. Dezember  | Kurt Paupié                        | österreichischer Hochschullehrer, Professor für Zeitungswissenschaft                                            | 61    |       |
| 6. Dezember  | Filippo Walter Ratti               | italienischer Filmregisseur                                                                                     | 67    |       |
| 6. Dezember  | Hans-Oskar Wilde                   | deutscher Anglist, Rektor der TH Hannover                                                                       | 74    |       |
| 7. Dezember  | Auguste Caralp                     | französischer Automobilrennfahrer                                                                               | 89    |       |
| 7. Dezember  | William Edmunds                    | italienisch-amerikanischer Schauspieler                                                                         | 95    |       |
| 7. Dezember  | Paul Karp                          | estnischer Dirigent                                                                                             | 76    |       |
| 7. Dezember  | Erich Kühn                         | deutscher Architekt, Baubeamter, Hochschullehrer und Landrat                                                    | 79    |       |
| 7. Dezember  | Gordon Rattray Taylor              | britischer Schriftsteller und Journalist                                                                        | 70    |       |
| 8. Dezember  | Robert Hein                        | österreichischer Politiker (SDAP), Landtagsabgeordneter                                                         | 86    |       |
| 8. Dezember  | Big Walter Horton                  | US-amerikanischer Blues-Musiker                                                                                 | 63    |       |
| 8. Dezember  | Franz Xaver Mehr                   | deutscher Flugzeugkonstrukteur                                                                                  | 85    |       |
| 8. Dezember  | Janko Ogris                        | österreichischer Politiker (KSS), Landtagsabgeordneter                                                          | 83    |       |
| 8. Dezember  | Ferruccio Parri                    | italienischer Politiker und Ministerpräsident                                                                   | 91    |       |
| 8. Dezember  | Georg Schelling                    | österreichischer katholischer Priester, Lagerdekan KZ Dachau                                                    | 75    |       |
| 8. Dezember  | Joseph von Wrede                   | deutscher Politiker der CDU                                                                                     | 85    |       |
| 9. Dezember  | Alexander Beck                     | Schweizer Jurist                                                                                                | 81    |       |
| 9. Dezember  | Willi Ferdinand Fischer            | deutscher Dichter und Schriftsteller                                                                            | 71    |       |
| 9. Dezember  | Franz Heinrich Ollendorff          | deutscher Elektrotechniker                                                                                      | 81    |       |
| 9. Dezember  | Sonny Til                          | US-amerikanischer Doo-Wop-Sänger                                                                                | 53    |       |
| 9. Dezember  | Rudolf Viertl                      | österreichischer Fußballspieler                                                                                 | 79    |       |
| 10. Dezember | John D. Eshelby                    | britischer Ingenieur                                                                                            | 64    |       |
| 10. Dezember | Gerhard Lotz                       | deutscher Kirchenjurist und Politiker (CDU der DDR), MdV                                                        | 70    |       |
| 11. Dezember | Walter Coppins                     | australischer Radrennfahrer                                                                                     | 79    |       |
| 11. Dezember | Xavier Grall                       | französischer Journalist, Poet und Schriftsteller                                                               | 51    |       |
| 11. Dezember | Giovanni Gravelli                  | italienischer Geistlicher, römisch-katholischer Erzbischof und Diplomat des Heiligen Stuhls                     | 59    |       |
| 11. Dezember | Terry Jennings                     | US-amerikanischer Komponist und Musiker                                                                         | 41    |       |
| 11. Dezember | Hans Mayer-Foreyt                  | deutscher Maler und Grafiker                                                                                    | 65    |       |
| 11. Dezember | Alfred Mühr                        | deutscher Journalist, Theaterkritiker und Intendant                                                             | 78    |       |
| 11. Dezember | Giulio Onesti                      | italienischer Sportfunktionär                                                                                   | 69    |       |
| 11. Dezember | Michele Orecchia                   | italienischer Radrennfahrer                                                                                     | 77    |       |
| 11. Dezember | Raymond Rouleau                    | belgischer Schauspieler und Regisseur mit Hauptbetätigungsfeld in Frankreich                                    | 77    |       |
| 12. Dezember | Walter Degen                       | Schweizer Politiker (BGB) und Veterinärmediziner                                                                | 77    |       |
| 12. Dezember | Abdullah Ali El-Erian              | ägyptischer Jurist und Diplomat, Richter am Internationalen Gerichtshof                                         | 61    |       |
| 12. Dezember | Waldemar Koch                      | deutscher Kaufmann und Mäzen                                                                                    | 90    |       |
| 12. Dezember | John Leslie Mackie                 | australischer Philosoph                                                                                         | 64    |       |
| 12. Dezember | Furio Meniconi                     | italienischer Schauspieler                                                                                      | 57    |       |
| 12. Dezember | Leopold Schmidt                    | österreichischer Volkskundler, Kulturwissenschaftler und Erzählforscher                                         | 69    |       |
| 12. Dezember | Thomas Taubmann                    | deutsches Todesopfer der Berliner Mauer                                                                         | 26    |       |
| 13. Dezember | Cornelius Cardew                   | britischer Komponist und Improvisationsmusiker                                                                  | 45    |       |
| 13. Dezember | Toni Ebner                         | italienischer Politiker (SVP), Mitglied der Camera dei deputati, Journalist, Verleger und Mitglied des Staat... | 62    |       |
| 13. Dezember | Herbert Fladerer                   | österreichischer Maler und Grafiker                                                                             | 68    |       |
| 13. Dezember | Helmut Glaszinski                  | deutscher Politiker (CDU), MdL                                                                                  | 66    |       |
| 13. Dezember | Louis Jeantet                      | französischer Geschäftsmann                                                                                     | 84    |       |
| 13. Dezember | Anders Österling                   | schwedischer Dichter                                                                                            | 97    |       |
| 13. Dezember | Eckhard Schleifenbaum              | deutscher Politiker (FDP), MdL, MdB                                                                             | 42    |       |
| 13. Dezember | Anne-Lise Tangstad                 | norwegische Schauspielerin und Synchronsprecherin                                                               | 46    |       |
| 14. Dezember | Edgar J. Anzola                    | venezolanischer Filmproduzent, Rundfunkpionier, Journalist und Karikaturist                                     | 98    |       |
| 14. Dezember | Richard Dertsch                    | deutscher Historiker und Archivar                                                                               | 87    |       |
| 14. Dezember | Theophil Lambacher                 | deutscher Mathematiker, Pädagoge und Kultusbeamter                                                              | 82    |       |
| 14. Dezember | Mark McElroy                       | US-amerikanischer Jurist und Politiker                                                                          | 75    |       |
| 14. Dezember | Paolo Mosconi                      | italienischer Erzbischof, Diplomat des Heiligen Stuhls                                                          | 67    |       |
| 14. Dezember | Clarence Oldfield                  | südafrikanischer Sprinter und Mittelstreckenläufer                                                              | 82    |       |
| 14. Dezember | Anton Perwein                      | österreichischer Feldhandballspieler                                                                            | 70    |       |
| 14. Dezember | Hubert Rösler                      | deutscher Kommunalpolitiker                                                                                     | 81    |       |
| 14. Dezember | Peter Friedrich Schneider          | deutscher Architekt                                                                                             | 80    |       |
| 15. Dezember | Gertrud Baer                       | deutsche Frauenrechtlerin und Friedensaktivistin                                                                | 91    |       |
| 15. Dezember | Jekaterina Blinowa                 | sowjetische Geophysikerin und Meteorologin                                                                      | 75    |       |
| 15. Dezember | Claud Cockburn                     | britischer Journalist                                                                                           | 77    |       |
| 15. Dezember | Sam Jones                          | US-amerikanischer Jazzbassist, Cellist und Komponist                                                            | 57    |       |
| 15. Dezember | Joseph Murphy                      | irischer Esoterikautor mit christlich-pantheistischem Hintergrund                                               | 83    |       |
| 15. Dezember | Ralph Pratt                        | US-amerikanischer Automobilrennfahrer                                                                           | 71    |       |
| 15. Dezember | Sunday Reed                        | australische Kunstmäzenin                                                                                       | 76    |       |
| 15. Dezember | Michail Iwanowitsch Scharow        | sowjetischer Schauspieler                                                                                       | 81    |       |
| 15. Dezember | Max Steenbeck                      | deutscher Physiker                                                                                              | 77    |       |
| 16. Dezember | James C. Healey                    | US-amerikanischer Jurist und Politiker                                                                          | 71    |       |
| 16. Dezember | Victor Kugler                      | niederländisch-kanadischer Helfer Anne Franks und anderer Verfolgter der Nationalsozialisten                    | 81    |       |
| 16. Dezember | Frank McLardy                      | britischer Funktionär (British Union of Fascists) und während des Zweiten Weltkriegs ein Deserteur              | 66    |       |
| 16. Dezember | Manuel Sanchis Guarner             | spanischer Historiker, Volkskundler, Romanist, Hispanist, Katalanist und Valencianist                           | 70    |       |
| 16. Dezember | Karl Struss                        | US-amerikanischer Fotograf und Kameramann                                                                       | 95    |       |
| 16. Dezember | Clark W. Thompson                  | US-amerikanischer Politiker                                                                                     | 85    |       |
| 16. Dezember | Lawrence Edward Watkin             | US-amerikanischer Schriftsteller und Drehbuchautor                                                              | 80    |       |
| 17. Dezember | Franz Dahlem                       | deutscher Politiker (KPD, SED), MdR, MdV, Mitglied des Politbüros des ZK und Kaderchef der SED                  | 89    |       |
| 17. Dezember | Edwin Erich Dwinger                | deutscher Schriftsteller                                                                                        | 83    |       |
| 17. Dezember | Ada Egede-Nissen                   | norwegische Schauspielerin                                                                                      | 82    |       |
| 17. Dezember | Antiochos Evangelatos              | griechischer Dirigent und Komponist                                                                             | 77    |       |
| 17. Dezember | Franz Grabowski                    | deutscher Manager                                                                                               | 83    |       |
| 17. Dezember | Maurice L. Huggins                 | US-amerikanischer Chemiker                                                                                      | 84    |       |
| 17. Dezember | Colin William MacLeod              | britischer Klassischer Philologe                                                                                | 38    |       |
| 17. Dezember | Børge Ralov                        | dänischer Balletttänzer und Choreograph                                                                         | 73    |       |
| 17. Dezember | Raimundo Rolón                     | paraguayischer Politiker und Brigadegeneral                                                                     | 78    |       |
| 17. Dezember | Mehmet Shehu                       | albanischer Politiker und Premierminister des kommunistischen Albaniens                                         | 68    |       |
| 17. Dezember | Cemal Tural                        | türkischer General                                                                                              |       |       |
| 18. Dezember | Mady Correll                       | kanadische Schauspielerin                                                                                       | 74    |       |
| 18. Dezember | James Curran Davis                 | US-amerikanischer Politiker (Demokratische Partei)                                                              | 86    |       |
| 18. Dezember | Joseph Flores                      | US-amerikanischer Politiker                                                                                     | 81    |       |
| 18. Dezember | Carl Krautwig                      | deutscher Beamter und Jurist                                                                                    | 77    |       |
| 18. Dezember | Juan Miles                         | argentinischer Polospieler                                                                                      | 86    |       |
| 18. Dezember | Maria Luisa Righini-Bonelli        | italienische Wissenschaftshistorikerin                                                                          | 64    |       |
| 18. Dezember | Werner Schloemann                  | deutscher Ingenieur und Hochschullehrer                                                                         | 77    |       |
| 19. Dezember | Heinz Meixner                      | österreichischer Mineraloge                                                                                     | 73    |       |
| 19. Dezember | Jay Monteith                       | kanadischer Politiker                                                                                           | 78    |       |
| 19. Dezember | Elmar Saar                         | estnischer Fußballspieler                                                                                       | 73    |       |
| 19. Dezember | Alois Wimberger                    | österreichischer Politiker (SPÖ), Abgeordneter zum Nationalrat                                                  | 83    |       |
| 20. Dezember | Mario del Drago                    | italienischer Adliger                                                                                           | 82    |       |
| 20. Dezember | Erich Fähling                      | deutscher Kommunist und Widerstandskämpfer gegen den Nationalsozialismus                                        | 82    |       |
| 20. Dezember | Bernd Mumm von Schwarzenstein      | deutscher Diplomat                                                                                              | 80    |       |
| 20. Dezember | Johann Obermoser                   | österreichischer Politiker                                                                                      | 87    |       |
| 20. Dezember | Karl Schrader                      | deutscher Karikaturist                                                                                          | 66    |       |
| 20. Dezember | Günter Sladky                      | deutscher Boxer                                                                                                 | 52    |       |
| 21. Dezember | Josef Eberwein                     | bayerischer Volksmusiker                                                                                        | 86    |       |
| 21. Dezember | Hanskarl von Hasselbach            | deutscher Mediziner, Begleitarzt Hitlers                                                                        | 78    |       |
| 21. Dezember | Gall Heer                          | Schweizer Ordensgeistlicher und Historiker                                                                      | 84    |       |
| 21. Dezember | Iriaka Rātana                      | neuseeländische Politikerin der New Zealand Labour Party, die erste Māori-Frau im New Zealand Parliament und... | 76    |       |
| 21. Dezember | Aldo Rossi                         | italienischer Filmregisseur, Theaterschaffender und Boxer                                                       | 75    |       |
| 22. Dezember | Adolf Beiß                         | deutscher Germanist und Schriftsteller                                                                          | 81    |       |
| 22. Dezember | Paul Rosenberger                   | österreichischer Politiker (SPÖ), Landtagsabgeordneter im Burgenland, Abgeordneter zum Nationalrat              | 84    |       |
| 22. Dezember | Erich Wirth                        | deutscher Dreher und Aktivist in der DDR, Vizepräsident der Gesellschaft für Deutsch-Sowjetische Freundschaft   | 77    |       |
| 23. Dezember | Luther H. Evans                    | US-amerikanischer Politikwissenschaftler, Leiter der Library of Congress, UNESCO-Generaldirektor                | 79    |       |
| 23. Dezember | Rudolf Frey                        | deutscher Mediziner, Anästhesist, Hochschulprofessor, Gründer des Club of Mainz                                 | 64    |       |
| 23. Dezember | Hans Maag                          | Schweizer Radrennfahrer                                                                                         | 65    |       |
| 24. Dezember | René Barbier                       | belgischer Komponist                                                                                            | 91    |       |
| 24. Dezember | Ferry von Berghes                  | deutscher Jurist, Manager und Politiker (FDP)                                                                   | 71    |       |
| 24. Dezember | Hans Krauß                         | deutscher Fußballspieler                                                                                        | 78    |       |
| 24. Dezember | Carlwalter Schreck                 | deutscher Ingenieur für Strömungslehre und Hochschullehrer                                                      | 64    |       |
| 25. Dezember | Meta Preuß                         | deutsche Politikerin (KPD/SED)                                                                                  | 78    |       |
| 25. Dezember | Artur Tammiko                      | estnischer Fußballspieler                                                                                       | 78    |       |
| 25. Dezember | Heinrich Welker                    | deutscher Physiker                                                                                              | 69    |       |
| 26. Dezember | Heinrich Benedikt                  | österreichischer Jurist und Historiker                                                                          | 94    |       |
| 26. Dezember | Henry Eyring                       | US-amerikanischer Chemiker                                                                                      | 80    |       |
| 26. Dezember | Clemens Hesemann                   | deutscher Politiker (Zentrum, CDU), MdL, MdB                                                                    | 84    |       |
| 26. Dezember | Johann Mokre                       | österreichischer und US-amerikanischer Rechtswissenschaftler und Soziologe, Literaturhistoriker, Dichter        | 80    |       |
| 26. Dezember | Günther Serres                     | deutscher Politiker (CDU), MdB                                                                                  | 71    |       |
| 26. Dezember | Suat Hayri Ürgüplü                 | türkischer Politiker                                                                                            | 78    |       |
| 27. Dezember | Hoagy Carmichael                   | US-amerikanischer Komponist, Pianist, Schauspieler und Sänger                                                   | 82    |       |
| 27. Dezember | Edwin H. Knopf                     | US-amerikanischer Filmproduzent, Regisseur und Drehbuchautor                                                    | 82    |       |
| 27. Dezember | Natalia Pawlowna Paley             | russische Modeikone und Schauspielerin                                                                          | 76    |       |
| 27. Dezember | Leo Storm                          | deutscher Volkswirt und Politiker (CDU), MdB                                                                    | 73    |       |
| 28. Dezember | Demetrio Aguilera Malta            | ecuadorianischer Schriftsteller, Maler und Diplomat                                                             | 72    |       |
| 28. Dezember | Thomas Corbett                     | britischer Generalleutnant                                                                                      | 93    |       |
| 28. Dezember | Allan Dwan                         | US-amerikanischer Regisseur, Produzent und Drehbuchautor                                                        | 96    |       |
| 28. Dezember | Franco Giongo                      | italienischer Leichtathlet                                                                                      | 90    |       |
| 28. Dezember | Willy Müller-Gera                  | deutscher Maler und Graphiker                                                                                   | 94    |       |
| 28. Dezember | Walter Erich Schäfer               | deutscher Dramaturg und Generalintendant                                                                        | 80    |       |
| 28. Dezember | Bram van Velde                     | niederländischer Maler                                                                                          | 86    |       |
| 29. Dezember | Käthe Augenstein                   | deutsche Fotografin                                                                                             | 82    |       |
| 29. Dezember | Jack Cameron                       | kanadischer Eishockeytorwart                                                                                    | 79    |       |
| 29. Dezember | Vendel Endrédy                     | ungarischer Priester, Abt von Zirc (1939 bis 1981)                                                              | 86    |       |
| 29. Dezember | Lennie Felix                       | britischer Jazzpianist                                                                                          | 61    |       |
| 29. Dezember | Eugen Flegler                      | deutscher Elektrotechniker und Hochschullehrer; Rektor der RWTH                                                 | 84    |       |
| 29. Dezember | Philip Handler                     | US-amerikanischer Biochemiker                                                                                   | 64    |       |
| 29. Dezember | Karl Kottenhahn                    | deutscher Politiker (SPD), MdL                                                                                  | 71    |       |
| 29. Dezember | Miroslav Krleža                    | kroatischer Schriftsteller                                                                                      | 88    |       |
| 29. Dezember | Georges Schiltz                    | luxemburgischer Radrennfahrer                                                                                   | 80    |       |
| 29. Dezember | Hugo Schnell                       | deutscher Kunsthistoriker und Verleger                                                                          | 77    |       |
| 30. Dezember | Karl Arndt                         | deutscher Offizier, zuletzt Generalleutnant im Zweiten Weltkrieg                                                | 89    |       |
| 30. Dezember | František Chaun                    | tschechischer Komponist, Pianist, Sänger, Maler und Schauspieler                                                | 60    |       |
| 30. Dezember | Curt Eisner                        | deutsch-niederländischer Industriekaufmann, Lepidopterologe und Entomologe                                      | 91    |       |
| 30. Dezember | Jewgeni Konstantinowitsch Fjodorow | sowjetischer Geophysiker und Polarforscher                                                                      | 71    |       |
| 30. Dezember | Viktor Hierländer                  | österreichischer Fußballspieler und -trainer                                                                    | 81    |       |
| 30. Dezember | Sepp Kals                          | österreichischer Bildhauer                                                                                      | 70    |       |
| 30. Dezember | Lena Krieg                         | Nationalökonomin und Soziologin                                                                                 | 80    |       |
| 30. Dezember | Tomasa Núñez                       | kubanische Speerwerferin                                                                                        | 30    |       |
| 30. Dezember | Joseph Platz                       | deutschamerikanischer Schachspieler                                                                             | 76    |       |
| 30. Dezember | Josef Reiter                       | österreichischer Politiker (ÖVP), Abgeordneter zum Nationalrat                                                  | 91    |       |
| 30. Dezember | Franjo Šeper                       | kroatischer Theologe, Erzbischof von Zagreb und Kardinal der römisch-katholischen Kirche                        | 76    |       |
| 30. Dezember | Boris Issaakowitsch Seidman        | russischer Komponist und Hochschullehrer                                                                        | 73    |       |
| 30. Dezember | Ferdinand Stransky                 | österreichischer Maler                                                                                          | 77    |       |
| 30. Dezember | Edward Wegener                     | deutscher Marineoffizier und Konteradmiral                                                                      | 77    |       |
| 31. Dezember | Oswald Haberzettl                  | österreichischer Politiker (ÖVP), Landtagsabgeordneter, Mitglied des Bundesrates                                | 89    |       |
| 31. Dezember | Günther Krappe                     | deutscher Offizier, zuletzt Generalleutnant im Zweiten Weltkrieg                                                | 88    |       |
| 31. Dezember | Paolo Mazza                        | italienischer Fußballfunktionär, Fußballtrainer                                                                 | 80    |       |